# Ligne arctique
La Ligne arctique est un projet de ligne ferroviaire visant l'extension du réseau ferré au-delà de la gare de Rovaniemi jusqu'à Kirkenes à l'extrémité nord de la Norvège.

## Enjeux

Synthèse de l'existant et des projets dont les discussions sont en cours.

En raison du réchauffement climatique, la route maritime le long de la côte nord de la Sibérie et à travers le détroit de Béring, connue sous le nom de passage du Nord-Est, gagne en importance. Cette liaison entre l'Europe et l'Extrême-Orient est 40 % plus courte que celle passant par le canal de Suez.
Un chemin de fer permettrait à la Finlande d'avoir un accès direct en amont sur ces nouveaux flux. Parallèlement, ce projet permettrait dans le cadre de son aménagement du territoire l'amélioration de l'accessibilité du nord de la Laponie (région), ainsi que la possibilité d'exploitation aisée de matières premières.
En terme d'interconnexion aux réseaux, il est question depuis longtemps côté norvégien, d'étendre le rail jusqu'à Narvik et Tromsø via la Ligne du Nord. Mais l'existence de ce projet finlandais donnerait du crédit à pousser celle-ci jusqu'à un terminus à Kirkenese, elle-même distante de moins de 40 km de premier rails russes en provenance de Mourmansk

## Aspects financiers
Le chiffre de 2.9 milliards d'euro a été publié dans la presse. La Chine manifeste son intérêt dans le projet, et des options de financement ont été annoncés dans le sud du pays, pour le Tunnel Helsinki-Tallinn qui est un verrou lointain, mais imposant une rupture de charge.

## Controverse
La question de la rentabilité est parfois évoquée pour 
Des problématiques environnementales et culturelles. Le peuple Sami dénonce le passage d'écofragmentation des aires de pâturages des rennes, ainsi impactées par une infrastructure linéaire, notamment en cas de pose de clotures. Dans le cas inverse, le risque de choc reste possible.
Tiina Sanila-Aikio, un ex-président du Conseil sami de Finlande argue que ce chemin de fer serait illégal, car en infraction avec l'article 17 de la constitution finlandaise. Celle-ci affirme notamment « le droit des Sami de maintenir et de développer leur propre culture », qui, selon sa lecture, inclut « l'élevage de rennes, la pêche et chasse dans la région ». En 2018, Greenpeace en collaboration avec deux groupes d'activistes locaux ont manifesté contre le projet.